# Râul Vucova
Râul Vucova este un afluent al râului Șurgani. 

## Hărți
- Harta județului Timiș